# Claudio Sabatini (imprenditore)
Claudio Sabatini (Bologna, 29 ottobre 1958) è un imprenditore e dirigente sportivo italiano.

## Biografia

### L'attività imprenditoriale
È stato il creatore del Futurshow (fiera dedicata alle innovazioni tecnologiche) e ha ristrutturato il PalaMalaguti, palazzetto dello sport sito nel comune di Casalecchio di Reno, rinominandolo Futurshow Station. Una delle società principali del suo gruppo era la Virtus Pallacanestro Bologna.

### La Virtus Bologna
Nel 2003 scongiura il fallimento societario della Virtus Bologna, dopo che il 4 agosto 2003 la Federazione Italiana Pallacanestro ne aveva decretato la radiazione e l'esclusione da tutti i campionati nazionali per la stagione successiva, a causa del cosiddetto "lodo Bečirovič".
Sabatini salda tutti i debiti della società, ottiene le liberatorie dei creditori e rileva la società da Marco Madrigali a pochi giorni dall'udienza innanzi al Giudice fallimentare. Sabatini, che rivelerà fin dall'inizio un notevole attivismo, acquisisce anche la società Progresso, militante nel campionato di Legadue (cioè la divisione inferiore alla serie A) e la sponsorizza con il marchio "FuturVirtus", garantendo quindi la continuità del nome Virtus nonostante l'esclusione dai campionati. La FuturVirtus non raggiunge l'obiettivo promozione, sconfitta per 3-0 nella serie finale dei play-off dall'Aurora Jesi, ma riottiene la riaffiliazione alla Federazione Italiana Pallacanestro per la Virtus Pallacanestro in vista della successiva stagione.
L'anno seguente la Virtus riconquista la Serie A.

### Il Gira Ozzano
Nel giugno 2010 ha rilevato le quote di maggioranza del Gira Ozzano, formazione del basket bolognese che partecipa al campionato di Serie A Dilettanti, diventandone presidente. Dopo un anno di gestione ha deciso di cessare l'attività del Gira.